# Landkreis Altenburger Land

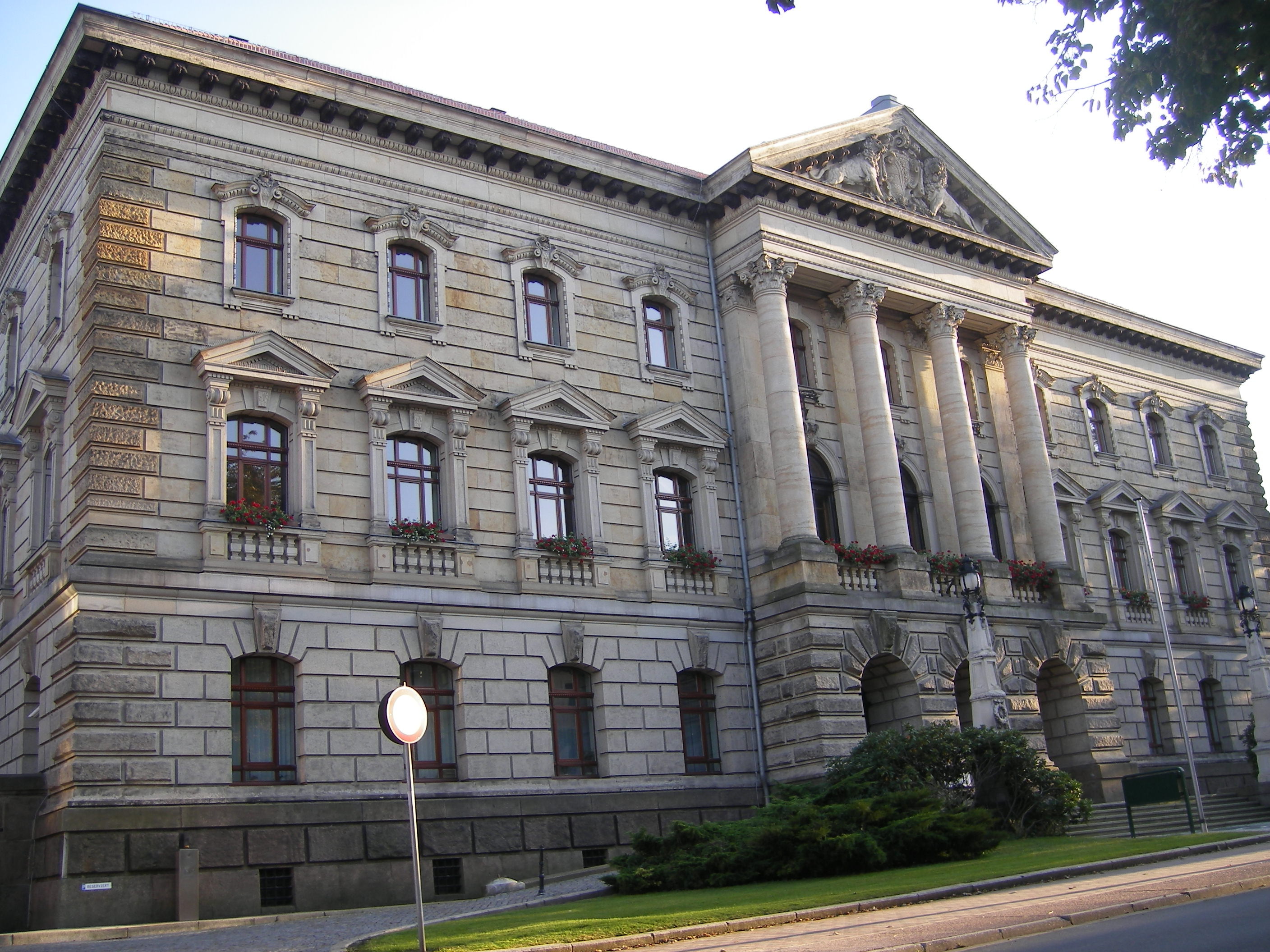
Landratsamt Altenburger Land

Landkreis Altenburger Land is een Landkreis in de Duitse deelstaat Thüringen. De Landkreis telt 88.356 inwoners (31 december 2020) op een oppervlakte van 569,08 km². Kreisstadt is de stad Altenburg.

## Steden
De volgende steden liggen in Altenburger Land (inwoners op 31 december 2006):
- Altenburg (37.236)
- Gößnitz (3964)
- Lucka (4398)
- Meuselwitz (9410)
- Schmölln (12.395)

## Verwaltunsgemeinschaften
In het Altenburger Land liggen de volgende Verwaltungsgemeinschaften:
- Verwaltungsgemeinschaft Altenburger Land
- Verwaltungsgemeinschaft Oberes Sprottental
- Verwaltungsgemeinschaft Pleißenaue
- Verwaltungsgemeinschaft Rositz
- Verwaltungsgemeinschaft Wieratal

## Demografie
| Peildatum             | 31.12.2009 | 31.12.2010 | 31.12.2011 | 31.12.2012 | 31.12.2013 | 31.12.2014 | 31.12.2015 | 31.12.2016 | 31.12.2017 | 31.12.2018 |            |
| --------------------- | ---------- | ---------- | ---------- | ---------- | ---------- | ---------- | ---------- | ---------- | ---------- | ---------- | ---------- |
| Inwoners              | 100.215    | 98.810     | 95.829     | 94.749     | 93.605     | 92.705     | 92.344     | 91.607     | 90.650     | 90.118     |            |
| Buitenlanders         | 1.338      | 1.364      | 1.077      | 1.162      | 1.260      | 1.536      | 2.319      | 2.789      | 2.922      | 3.138      |            |
| Aandeel buitenlanders | 1,3%       | 1,4%       | 1,1%       | 1,2%       | 1,3%       | 1,7%       | 2,5%       | 3,0%       | 3,2%       | 3,5%       |            |
| Peildatum             | 31.12.1998 | 31.12.1999 | 31.12.2000 | 31.12.2001 | 31.12.2002 | 31.12.2003 | 31.12.2004 | 31.12.2005 | 31.12.2006 | 31.12.2007 | 31.12.2008 |
| Inwoners              | 117.143    | 115.689    | 114.200    | 112.421    | 110.887    | 109.304    | 107.893    | 106.365    | 104.721    | 103.313    | 101.705    |
| Buitenlanders         | 1.246      | 1.142      | 1.213      | 1.347      | 1.466      | 1.494      | 1.278      | 1.265      | 1.257      | 1.309      | 1.318      |
| Aandeel buitenlanders | 1,1%       | 1,0%       | 1,1%       | 1,2%       | 1,3%       | 1,4%       | 1,2%       | 1,2%       | 1,2%       | 1,3%       | 1,3%       |